# Вуж-рибалка ланкійський
Вуж-рибалка ланкійський (Fowlea asperrima) — вид неотруйних змій родини полозових (Colubridae). 

## Опис
Загальна довжина досягає 40—70 см. Спостерігається статевий диморфізм — самиці більші за самців. Голова трохи витягнута, дещо стиснута з боків. Очі з круглими зіницями. Ніздрі вузькі, спрямовані трохи вгору. Тулуб стрункий. Хвіст довгий. Луска сильно кілевата у 19 рядків. Черевних щитків 131–146, підхвостових — 73—93 (нерозділених).
Голова темного кольору з 2 чорними смугами за очима. Спина оливково—коричневого забарвлення. Передня половина тіла має 20—32 чітких великих чорних плям або поперечних смуг. Черевно-білого кольору.

## Спосіб життя
Полюбляє затоплені рисові поля, місцини біля ставків, озер, боліт й річок. Зустрічається на висоті до 1000 м над рівнем моря. Активений вдень, іноді вночі. Дуже агресивна змія. Харчується рибою та жабами.
Це яйцекладна змія. Самиця у вересні—жовтні відкладає від 4 до 30 яєць. Молоді вужі з'являються через 55—67 днів завдовжки 10 см.

## Розповсюдження
Це ендемік о.Шрі-Ланка.